# Tadarida
Tadarida is een geslacht van zoogdieren uit de familie van de bulvleermuizen (Molossidae). De wetenschappelijke naam van het geslacht werd in 1814 gepubliceerd door Constantine Samuel Rafinesque-Schmaltz.

## Soorten
Er worden 8 soorten in dit geslacht geplaatst:
- Tadarida aegyptiaca (E. Geoffroy, 1818)
- Tadarida brasiliensis (I. Geoffroy, 1824) – Guanovleermuis
- Tadarida fulminans (Thomas, 1903)
- Tadarida insignis (Blyth, 1862)
- Tadarida latouchei Thomas, 1920
- Tadarida lobata (Thomas, 1891)
- Tadarida teniotis (Rafinesque, 1814) – Europese bulvleermuis
- Tadarida ventralis (Heuglin, 1861)